# ليونارد وايت (لاعب كرة سلة)
ليونارد وايت (21 فبراير 1971 في الولايات المتحدة - ) (بالإنجليزية: Leonard White)‏ هو لاعب كرة سلة أمريكي في مركز هجوم قوي الجسم.

## وصلات خارجية
- ليونارد وايت على موقع سبورتس رفرنس (الإنجليزية)
- ليونارد وايت على موقع كرة السلة الأوروبية.كوم (الإنجليزية)
- ليونارد وايت على موقع كلية كرة السلة في سبورتس رفرنس.كوم (الإنجليزية)
- ليونارد وايت على موقع ريلجم (الإنجليزية)
- ليونارد وايت على موقع بروبوليرز (الإنجليزية)